# NGC 3988
NGC 3988 é uma galáxia elíptica (E) localizada na direcção da constelação de Leo. Possui uma declinação de +27° 52' 41" e uma ascensão recta de 11 horas, 57 minutos e 24,2 segundos.
A galáxia NGC 3988 foi descoberta em 13 de Abril de 1831 por John Herschel.